# Sphenopsis piurae
A Sphenopsis piurae a madarak osztályának verébalakúak (Passeriformes) rendjébe és a tangarafélék (Thraupidae) családjába tartozó faj.

## Rendszerezése
A fajt Frank Michler Chapman írta le 1923-ben, a Hemispingus nembe Hemispingus piurae néven. Egyes szervezetek jelenleg is ide sorolják.

## Alfajai
- Sphenopsis piurae macrophrys Koepcke, 1961
- Sphenopsis piurae piurae Chapman, 1923[2]

## Előfordulása
Dél-Amerikában, Ecuador és Peru területén, az Andokban honos. Természetes élőhelyei a szubtrópusi és trópusi hegyi esőerdők. Állandó, nem vonuló faj.

## Megjelenése
Testhossza 14 centiméter.

## Természetvédelmi helyzete
Az elterjedési területe kicsi, egyedszáma pedig ismeretlen. A Természetvédelmi Világszövetség Vörös listáján nem fenyegetett fajként szerepel.